# Les Rivals
Les Rivals blev dannet i januar 1963 på Frederiksberg, orkesteret startede med at kalde sig The Spiders og senere The Foottappers, efter idolerne The Shadows' hit Foot Tapper, men skiftede navn ved en amatørkonkurence juni 1963 til Les Rivals, da alle orkestre hed noget med ”The”.
Den første besætning af Les Rivals var Peer Frost på guitar, Flemming Preisler på bas, Henrik Hviid Carlsen spillede rytmeguitar og Bjørn Uglebjerg slog på trommerne. Lidt senere kom Per ”Kreller” Frederiksen med som sanger, debuterede den 7. april 1963 i Blue Star Pop Club, tiden var kort som sanger i Les Rivals. Det samme var tiden som trommeslager for Bjørn Uglebjerg, hans job blev overtaget af Bjarne Arentdal.
Gruppen købte det sidste nye inden for gear og fik job hos Stig Lommer i opsætningen Sextase.
Maj 1964 kom der igen en sanger med i gruppen, det var Peter Belli, og gruppen blev til Peter Belli & Les Rivals, eller i folkemunde ”Peter Belli og rivalerne”. Peter Belli & Les Rivals havde succes først på spillestedet Place Pigalle, derefter i Hit House. Efter udskiftninger kom gruppen til at bestå af Peer Frost, guitar, Henrik Hviid Carlsen, guitar, Per-Olof ”Flob” Hansen, bas og Niels Kjær på trommer og selvfølgelig Peter Belli som sanger.
Efter uoverensstemmelser om penge, honorarer til pr-manden og manager, fyres tre medlemmer Henrik Carlsen, Per-Olof Hansen og Niels Kjær. Disse erstattes med folk fra The Lions, Black Devils og The Scarlets. Men er ikke nogen succes, folk vil have de rigtige Rivaler på scenen. Gruppen forsones igen, men det bliver ikke som før. Man forsøgte med dansksprogede sange som Helt igennem respektabel en Thøger Olesen-oversættelse af Kinks-nummeret A Well Respected Man. Det blev en succes, pladen kom på hitlisten.
Udskiftningerne i orkestreret var ikke forbi, en ny trommeslager kom til, Preben Devantier. Der blev lavet et tv-program med titlen 48 timer med Peter Belli & Les Rivals, som blev sendt den 30. april 1966. Kort efter kom der en debat om stofmisbrug blandt rockmusikere. Her tilstod Peter Belli at han havde røget hash – det blev enden på Peter Belli & Les Rivals. En tur i retten og derefter en tur i fængsel for Preben Devantier og Peter Belli.